# Distenia dayak
Distenia dayak là một loài bọ cánh cứng trong họ Cerambycidae.